# Montevideo City Torque
Montevideo City Torque is een Uruguayaanse voetbalclub uit de hoofdstad Montevideo. De ploeg werd in 2007 opgericht onder de naam Club Atlético Torque, afgekort CA Torque. Sinds 2017 is de club eigendom van de City Football Group. Die groep bezit ook onder andere Manchester City en New York City FC. Datzelfde jaar werd de club kampioen in de Segunda División en promoveerde het voor het eerst naar het Primera División Na één seizoen degradeerde de club. In 2020 speelde Torque weer op het hoogste niveau. Op 22 januari 2020 werd bekend dat de clubnaam werd veranderd in Montevideo City Torque. Ook het logo werd aangepast in de stijl van andere teams uit de City Football Group.

## Bekende (oud-)spelers
- Jonathan Álvez
- Nicolás Freire
- Jesús Toscanini